# Al-Habib Ali Maschhur bin Muhammad bin Salim bin Hafiz
al-Habib Ali Maschhur bin Muhammed bin Salim bin Hafiz (arabisch الحبيب علي مشهور بن محمد بن سالم بن حفيظ, DMG al-Ḥabīb ʿAlī Mašhūr b. Muḥammad b. Sālim b. Ḥafīẓ) ist ein muslimischer Geistlicher, Vorbeter (Imam) der Tarim-Moschee und Vorsitzender des Fatwa-Rates Tarim. Zuvor war er Leiter des Dar al-Mustafa für Islamische Studien und Dozent an der Fakultät für Islamische Rechtsprechung in Tarim. 2006 war er als höchster islamischer Repräsentant des Jemen Mitunterzeichner am Offenen Brief islamischer Gelehrter an Papst Benedikt XVI.
Er war einer der 138 Unterzeichner des offenen Briefes Ein gemeinsames Wort zwischen Uns und Euch (engl. A Common Word Between Us & You), den Persönlichkeiten des Islam an „Führer christlicher Kirchen überall“ (engl. „Leaders of Christian Churches, everywhere …“) sandten (13. Oktober 2007).